# 新罕布什爾州午夜投票

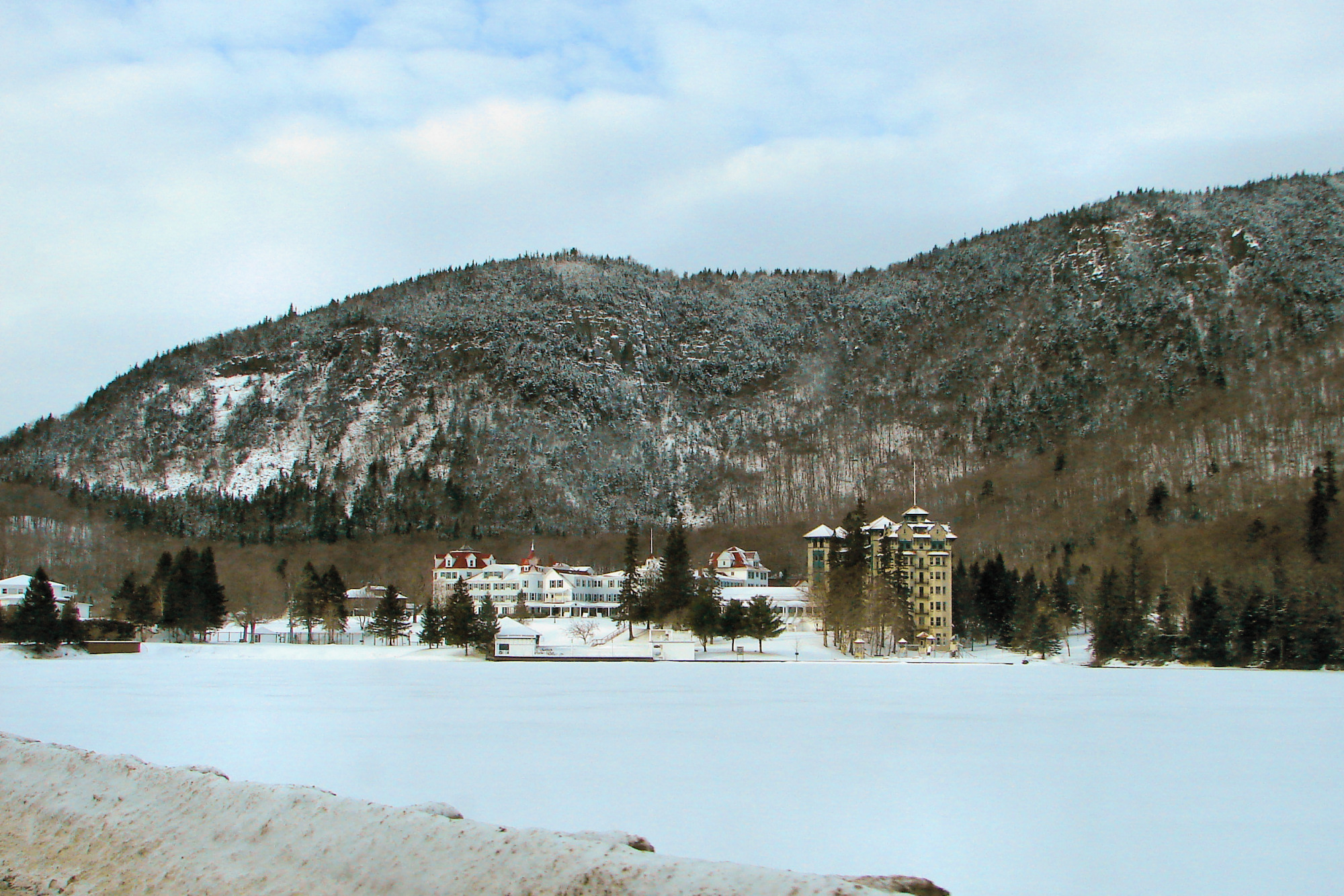
迪克斯維爾山口的Balsams Grand Resort酒店，是新罕布什尔州初选的第一次午夜投票地點

在美國新罕布什尔州，迪克斯維爾山口、哈特點鎮和米尔斯菲等地都會在政黨初選日和總統選舉日當天的午夜就开始投票，這就是新罕布什尔州午夜投票，午夜投票的習俗來源自那些必须在正常投票时间前就要上班的铁路工人為了能順利投票的需求。自1960年美国总统选举以来，迪克斯維爾山口一直是午夜投票，哈特點鎮自1948年美国总统选举至1964年美国总统选举期間以及1996年美国总统选举以来實行午夜投票，自2016年美國總統選舉以来米尔斯菲也實行午夜投票。